# 280 mm M1939
Il mortaio da 280 mm M1939 (Br-5) (in russo: 280-мм мортира образца 1939 года (Бр-5)) era un obice da assedio sovietico, il pezzo campale di maggior calibro schierato dall'Armata Rossa durante Grande Guerra Patriottica.

## Storia

### Sviluppo
Negli anni trenta, il parco artiglierie d'assedio dell'Armata Rossa era costituito dagli obsoleti 280 mm M1914/15 (25 pezzi) e 305 mm M1915 (31 pezzi), entrambi ereditati dall'esercito imperiale russo. 
L'età e il numero insufficiente (gli M1914/15 erano meno della metà dei 66 pezzi previsti nei piani di mobilitazione del 1941) resero necessario lo sviluppo di nuovi modelli. Il calibro scelto fu il 280 mm per utilizzare gli stock di munizioni del pezzo Schneider M1914/1915. Con il 203 mm B-4 era già autorizzato all'immissione in servizio e il 152 mm Br-2 era in fase di sviluppo, venne deciso di sfruttare lo stesso affusto cingolato "triplex", semplificando quindi la produzione e la manutenzione.
Le Officine Bol’ševik di Leningrado e la Barrikadij di Stalingrado vennero incaricate di sviluppare il mortaio, con i rispettivi progetti B-33 di Kurpchatnikov e il Br-5 di Ilya Ivanov.
La canna del B-33 venne prodotta nel 1935 e il 1 febbraio 1936 il pezzo completo fu avviato alle prove di fabbrica. Il modello aveva una bocca da fuoco composta da anima, camiciatura e culatta, con l'otturatore a vite interrotta dell'obice Schneider. Completati i test di fabbrica, il pezzo venne inviato il 17 aprile 1936 alle prove sul campo, superate con successo. Di conseguenza venne raccomandata la risoluzione dei difetti emersi per poter procedere alle prove con i militari.
Il Br-5 iniziò le prove in fabbrica nel dicembre 1936 e quelle campali in aprile 1937, che si rivelarono fallimentari. Tuttavia, nonostante il concorrente Bol’ševik avesse dimostrato una minore dispersione dei colpi e una maggiore cadenza di tiro con minori dimensioni, venne scelto per l'immissione in servizio proprio il modello della Barrikadij Br-5, con la denominazione mortaio da 280 mm M1939, del quale fu ordinato un primo lotto prima che le prove campali terminassero. Le ragioni di questa scelta restano ignote ma furono probabilmente di natura politica. Il prototipo B-33 venne comunque inviato alla concorrente Barrikadij per essere studiato nel marzo 1939.

### Produzione
Il primo lotto di otto pezzi venne ordinato alla Barrikady nel maggio 1937, ridotti poi a due soli mortai a causa della riconosciuta immaturità del progetto. Lo sviluppo continuò per il tutto il 1938 e nel 1939 vennero prodotti ulteriori 20 pezzi, seguiti da altri 25 nel 1940.

### Servizio
L'impiego previsto dall'Armata Rossa per il Br-5 era la distruzione di fortificazioni, strutture in calcestruzzo armato e strutture corazzate.
Il debutto del mortaio si ebbe in Finlandia durante la guerra d'inverno, a novembre 1939. Quattro Br-5 furono impiegati dal 40º Battaglione separato di artiglieria per la distruzione di bunker pesantemente protetti e fortini della Linea Mannerheim, sparando in totale 414 colpi durante la guerra, dei quali 116 (più 1.043 da 203 mm) soltanto contro il fortino n. 0031, a tiro diretto.
Le informazioni sull'impiego durante la Grande Guerra Patriottica sono scarse e altamente classificate, in quanto generalmente indicative di un grande attacco imminente. Le tabelle organiche dell'artiglieria d'assedio prevedevano battaglioni da sei obici, ognuno su tre batterie da due pezzi ciascuna. Tra il 1941 e il 1945 l'Armata Rossa schierò otto di questi battaglioni, equipaggiati sia con i Br-5 che con i vecchi M1914/15. Nove pezzi andarono persi in combattimento nel 1941. Vi sono notizie sull'impiego nella battaglia di Poznań tra gennaio e febbraio 1945 da parte del 1º Fronte bielorusso, durante l'attacco a Küstrin a marzo e nella battaglia di Königsberg ad aprile. Infine il Br-5 fu il pezzo di maggior calibro utilizzato dai russi nella battaglia di Berlino.
Come per il Br-2 e il B-4, anche per il Br-5 il principale difetto era costituito dall'affusto "triplex". Pensato per una migliore mobilità, l'affusto cingolato risultava troppo pesante e relativamente ingombrante, riducendola di fatto. Inoltre il trasporto di canna e affusto separati aumentava notevolmente il tempo di messa in batteria, da 45 minuti a 2 ore a seconda delle condizioni atmosferiche. Infine il brandeggio della bocca da fuoco di solo 8° comportava, per angoli maggiori, complesse manovre di spostamento dell'affusto (fino a 25 minuti).
Dopo la fine della guerra, il Br-5 rimase in servizio fino agli anni settanta. Nel 1955, per superare le criticità evidenziate, insieme a B-4 e Br-2, il pezzo venne modificato con un nuovo affusto ruotato, che ne aumentava notevolmente la mobilità, consentendo il trasporto in un'unica vettura che poteva raggiungere al traino i 35 km/h su strada. Questa versione migliorata venne denominata Br-5M.

## Tecnica
Il Br-5 era un mortaio o obice pesante trainato di calibro 279,4 mm, con canna da 14,2 calibri. La bocca da fuoco era incavalcata sullo stesso affusto cingolato del 152 mm M1935 e del 203 mm M1931, che consentiva il trasporto su breve distanza a una velocità di 5-8 km/h. Per spostamenti ad ampio raggio la canna veniva rimossa e trasportata su uno speciale carrello ruotato, il Br-10, che consentiva una velocità di 25 km/h. Il treno di traino era formato da un trattore d'artiglieria Vorošilovec per il traino della vettura affusto Br-5, mentre il meno potente Komintern veniva usato per la vettura bocca da fuoco Br-10.

## Munizionamento
Il Br-5 sparava munizioni con propellente a sacchetto. Erano disponibili tre tipi di proietto ad alto esplosivo, rimanenze degli stock pre-rivoluzionari per M1914/15, e uno anti-bunker appositamente sviluppato. 
| Munizionamento disponibile. |         |                   |                    |                           |                      |
| Tipo                        | Modello | Peso, kg          | Peso carica HE, kg | Velocità alla volata, m/s | Gittata, km          |
| HE                          | F-674   | 286,7 kg (632 lb) | 58,7 kg (129 lb)   | 290 m/s (950 ft/s)        | 7 350 m (8 040 yd)   |
| HE                          | F-674F  | 204 kg (450 lb)   | 45 kg (99 lb)      | 360 m/s (1 200 ft/s)      | 9 350 m (10 230 yd)  |
| HE                          | F-674K  | 200,7 kg (442 lb) | 33,6 kg (74 lb)    | 420 m/s (1 400 ft/s)      | 10 950 m (11 980 yd) |
| Anti-bunker                 | G-675   | 246 kg (542 lb)   | 44,8 kg (99 lb)    | 356 m/s (1 170 ft/s)      | 10 410 m (11 380 yd) |

## Esemplari superstiti
Un Br-5 sull'affusto cingolato originale è esposto al Museo storico militare di artiglieria, del genio e del Corpo delle comunicazioni di San Pietroburgo.